# Tuberochernes aalbui
Tuberochernes aalbui es una especie de arácnido  del orden Pseudoscorpionida de la familia Chernetidae.

## Distribución geográfica
Se encuentra en  California (Estados Unidos).